# Sperrstelle Chlus

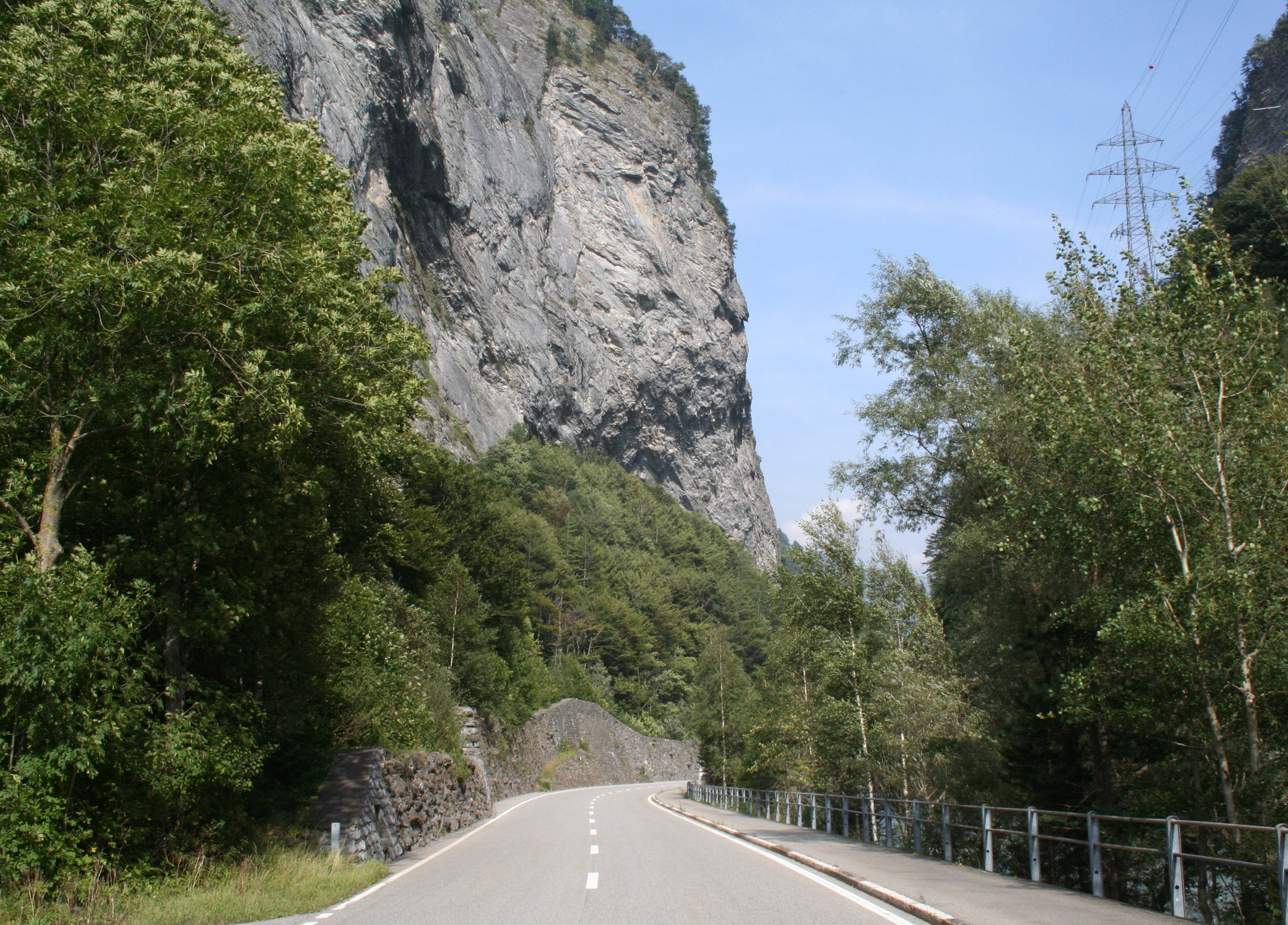
Sperrstelle Chlus

Die Sperrstelle Chlus (Armeebezeichnung Spst Chlus-Felsenbach Nr. 1321) war eine Verteidigungsstellung der Schweizer Armee. Sie liegt in der Chlus, dem schluchtartigen Zugang zum Prättigau zwischen Landquart GR und Grüsch. Sie gehörte zum Festungsgebiet Sargans. 
Die Sperre wurde ab 1937 von zivilen Unternehmen errichtet und gilt als militärhistorisches Denkmal von nationaler Bedeutung.

## Geschichte

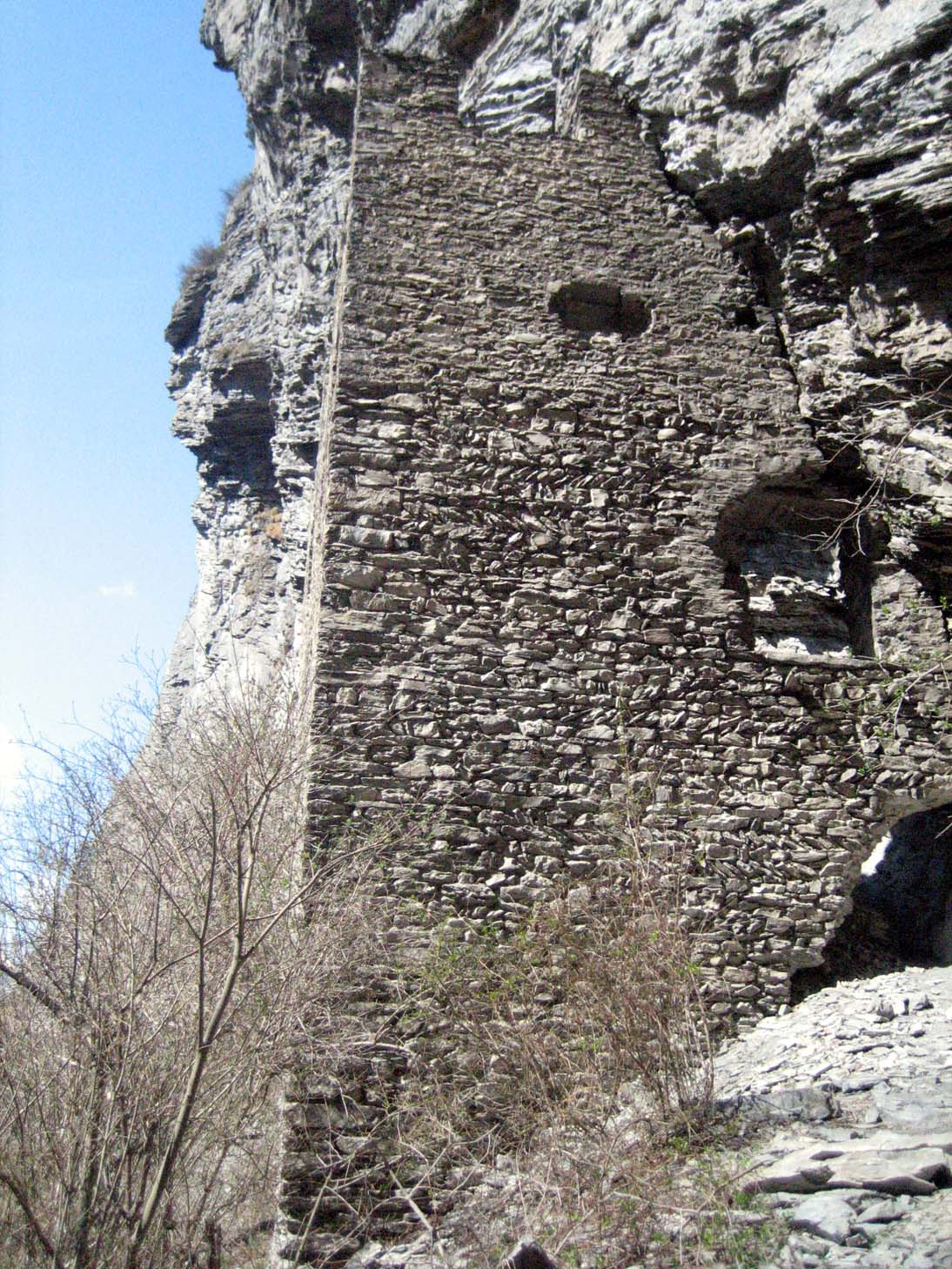
Burgruine Fracstein mit Infanteriewerk Felsenbach Nord A 6308

Um 1200 wurde in der Chlus am Fuss einer Felswand auf der rechten Seite der Landquart die Burg Fracstein gebaut. Sie überwachte die Verbindungsstrasse vom Zürichsee zum Flüelapass. Mit der Letzimauer, die vom Fuss der Felswand bis zum Ufer der Landquart führte und mit einem eisernen Tor versehen war, konnte die Schlucht abriegelt werden.
Vor und während des Zweiten Weltkriegs wurden Strassen- und Bahnbarrikaden (1937), ein Infanteriewerk (1939) sowie Bunker und Kavernen gebaut. Im August 1939 begann ein Bauunternehmen mit dem Ausbruch von Kavernen an den Grenzübergängen im Rätikon, die bis Mitte 1941 bezugsbereit waren. 1942 wurde das Infanteriewerk Felsenbach Süd A 6309 erweitert. 
Heute sind die leichten Maschinengewehrstände sowie die Strassenbarrikaden abgebaut. Das Felswerk Felsenbach Süd A 6309 wurde 2016 liquidiert und ausgeräumt.

## Sperrstelle Chlus
Im Zweiten Weltkrieg und im Kalten Krieg hatte die Sperrstelle den Auftrag, einen Angriff aus dem Osten durch das Prättigau vor dem Eintritt ins Rheintal aufzuhalten. Sie hatte eine allfällige Umgehung der Festung Sargans über die Pässe bei St. Antönien zu verhindern. Die Infanterie vor und um die Bunker Felsenbach hätten gesperrt, die Artillerie aus der Festung Sargans hätte vor die Stellung geschossen.
Die Sperre besteht aus einem Infanteriewerk (Nordseite) und einer Kampfkaverne (Südseite) in der Schlucht. Am westlichen Schluchteingang befinden sich mehrere Sprengobjekte an Brücken sowie Bunker und Unterstände. Am östlichen Eingang hat es ein Geländepanzerhindernis (GPH) und mehrere kleine Bunker.
Das Werk Felsenbach Süd A 6309 in der Südwand der Chlus ist ein rund 160 Meter langes Infanteriewerk im Fels. Der Eingang liegt 40 Meter über der Landquart am steilen Berghang im Wald. Die Anlage umfasst Maschinengewehrkavernen, einen Kampfstand mit Bunkerkanone, Beobachtungsposten, Truppenunterkunft, Toiletten, Kommandozentrale, Vorrats- und Munitionslager, Wasserzisterne, Notausgang, einen Felsfriedhof (Totenkaverne). Während der Aktivzeit waren bis 25 Milizsoldaten teilweise wochen- oder monatelang hier stationiert.
Noch vorhandene Objekte:
- Infanteriebunker Kantonsstrasse Chlus Ost A 6300, 1 Maschinengewehr (Mg) ⊙.
- Infanteriebunker Felsplatte Chlus Ost A 6301, 1 Maschinengewehr (Mg) mit Schussrichtung Seewis-Pardisla. (Innenmasse 2,5 × 2,5 × 2 Meter) ⊙.
- Infanteriekanonenschild (Ik-Schild) Felsplatte Ost A 6302, 1 Ik/Pak ⊙.
- Infanteriebunker Felsplatte Klus Ost A 6303, 1 Feld-Mg ⊙.
- Infanteriebunker Unter Gaschlun Richtung Valzeina A 6304 ⊙.
- Munitionskaverne A 6307 ⊙.
- Infanteriewerk Felsenbach Nord A 6308, 1 Mg, bei der Burgruine Fracstein, 5 Minuten von der alten Kantonsstrasse ⊙.
- Infanteriewerk Felsenbach Süd A 6309, 2 Bunkerkanonen/Panzerabwehrkanonen (Pak), 3 Mg ⊙.
- Infanteriebunker Felsenbach Chlus West A 6310, Doppel-Lmg-Stand mit Zugang zur Munitionskaverne Felsenbach Chlus West GR 205 ⊙.
- Übermittlungszentrale Ganda A 6311 ⊙.
- Bataillonskommandoposten KP Chlus A 6312, Kaverne ⊙.[5]
- Felslochstellungen bei der Ruine Fracstein ⊙.
- Munitionskaverne Felsenbach Chlus West GR 205 ⊙
- Kugelbunker F13399

Für die in der Sperre Chlus eingesetzten Truppen wurden rückwärtig Munitionsmagazine erstellt:
- Felsenmagazin Sagen Malans GR 208 ⊙.
- Lagerhäuser an der Prättigauerstrasse ⊙.
- kleinere Magazine ⊙.
- Sprengobjekte Strassenbrücken Chlus West ⊙

## Artilleriewerk Nussloch

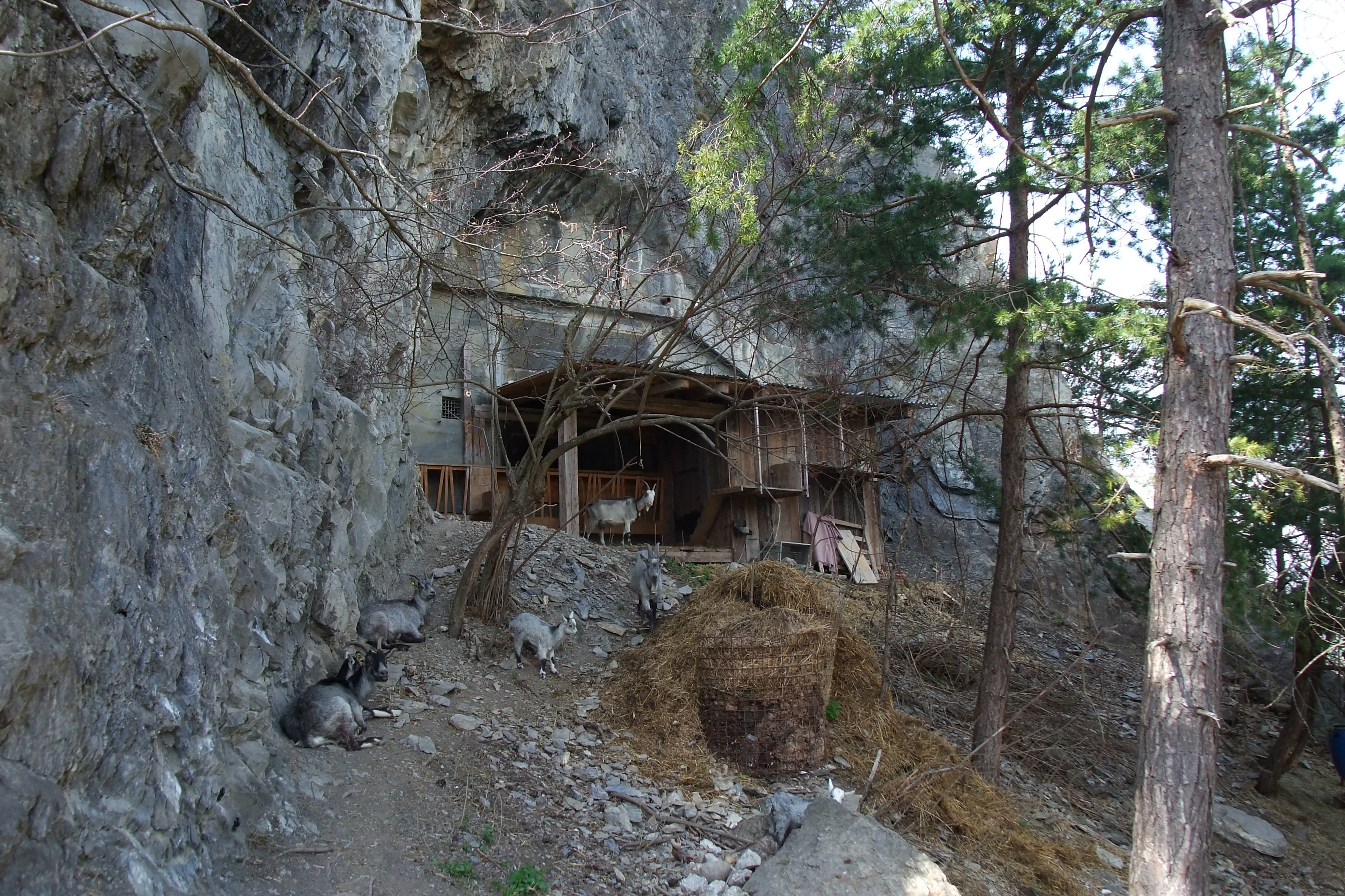
Scharten des Geschützstandes Nussloch A 6330

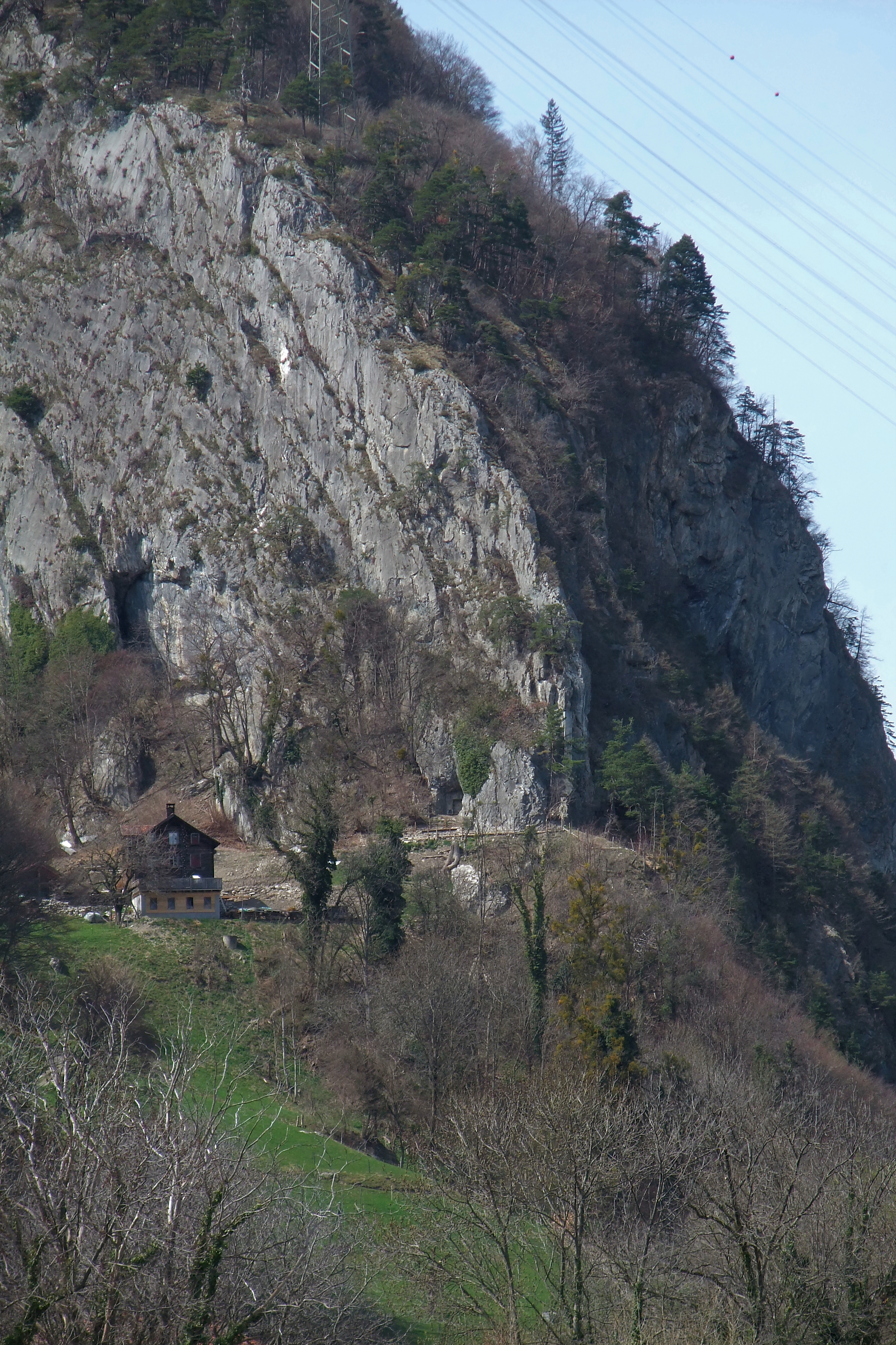
Standort des Beobachter- und Geschützstandes rechts des Felsgrates

Das Artilleriewerk Nussloch (Armeebezeichnung A 6330) ist ein Felswerk im gleichnamigen Gebiet der Gemeinde Mastrils im Churer Rheintal ⊙. Das Werk wurde 1942 in der Felswand oberhalb des Nusslochs für eine 7,5-cm-Befestigungskanone 39 L30 auf Ständerlafette und einen Beobachterstand gebaut. Ein Beobachter befand sich neben und ein weiterer oberhalb des Geschützstandes. Letzterer war über eine 18 Meter hohe Leiter erreichbar und bot mit seinen zwei Scharten einen Überblick über das Rheintal von Landquart bis Malans. Der Werkeingang befindet sich am Fuss der Felswand. Das Werk hatte, unter anderen Aufgaben, der Sperrstelle Chlus-Felsenbach Feuerschutz zu geben. Die Anlage gehörte zum Festungsgebiet Sargans und wurde von der Festungsbrigade 13 besetzt.

## Grenzübergänge Rätikon
Zur Sperrstelle Chlus gehörten administrativ (jedoch nicht funktionell) einige Kampfkavernen, Bunker und Unterstände am Vilan und im Rätikon an den Übergängen nach Österreich. Sie wurden mit einer Militärseilbahn am Vilan mit der Talstation Malans erschlossen, die heute als Älplibahn dem Tourismus dient.
- Unterstand/KP Fädurfürkli A 6285 ⊙
- Infanteriewerk Fadurboden A 6286 ⊙
- Infanteriewerk Girenspitz Ost A 6287, Girenfürggli (2139 m) ⊙
- Militärseilbahn Z406/MSB95 Stegentobel-Girenfürkli MSB95: Talstation Stegentobel (1570 m)⊙
- Militärseilbahn MSB105 Malans-Oberälpli ⊙
- Kommando-/Unterkunftsbaracke/Bergstation Z406 Girenfürkli B 1957 ⊙
- Infanteriebunker Stelsersee A 6288, 1 Mg, 2 Lmg, 8 Mann ⊙
- Infanteriebunker Stelserberg A 6289, 1 Mg, 1 Lmg ⊙
- Sprengobjekt/Munitionskaverne Gaschlun/Sattel
- Unterstand Fadärastein, drei Kugelbunker und Sprengobjekt Fussweg (drei Sprengschächte), auf 1179 m ü. M. ⊙.
- Kommandoposten Festung Sargans Südfront, Schloss Marschlins (bis August 1943) ⊙.
- Stellungsraum Haubitzenbatterie (Hb Bttr) 163 Alt Ganda und Flammöldepot ⊙

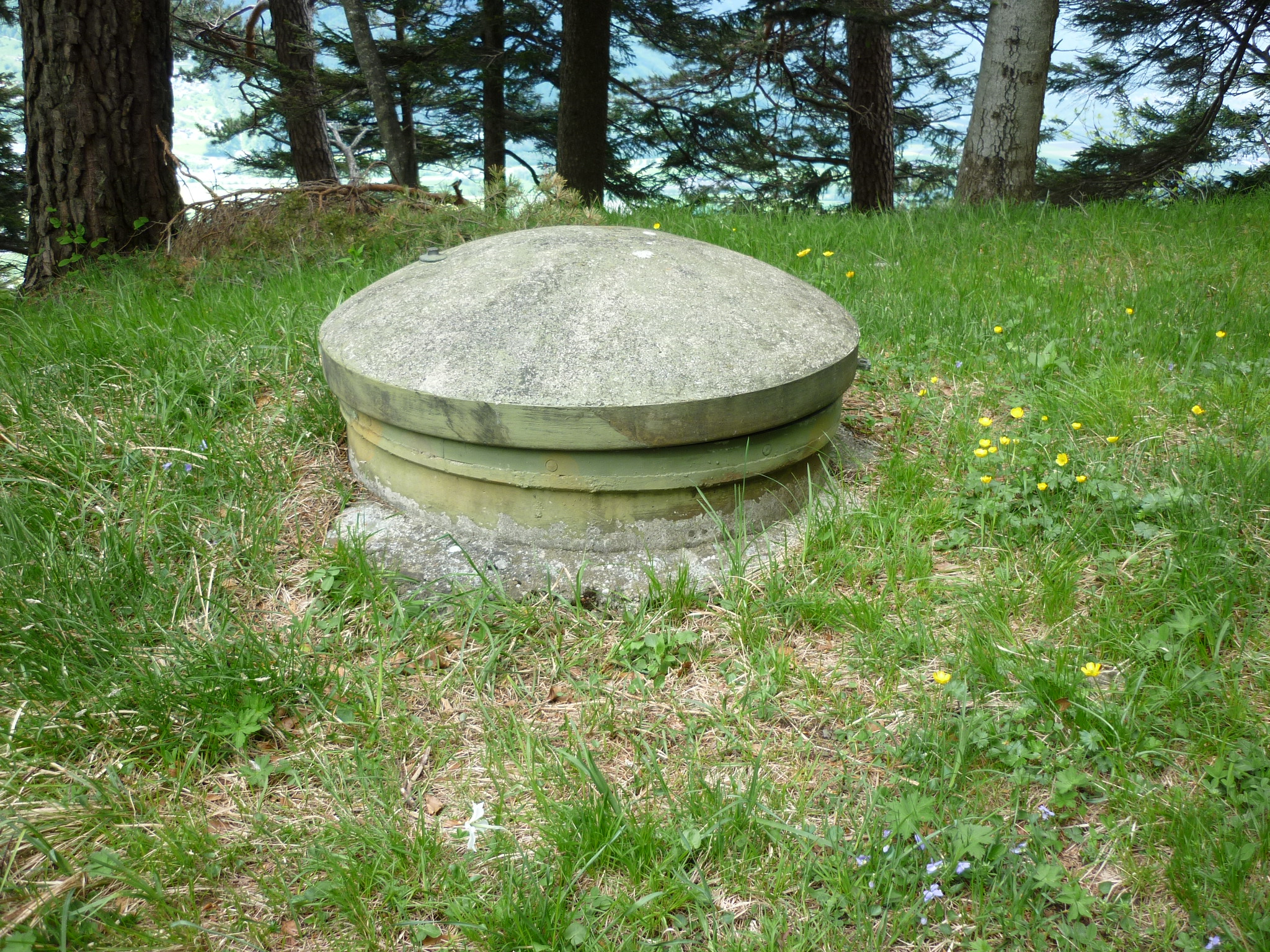
Kugelbunker Fadärastein
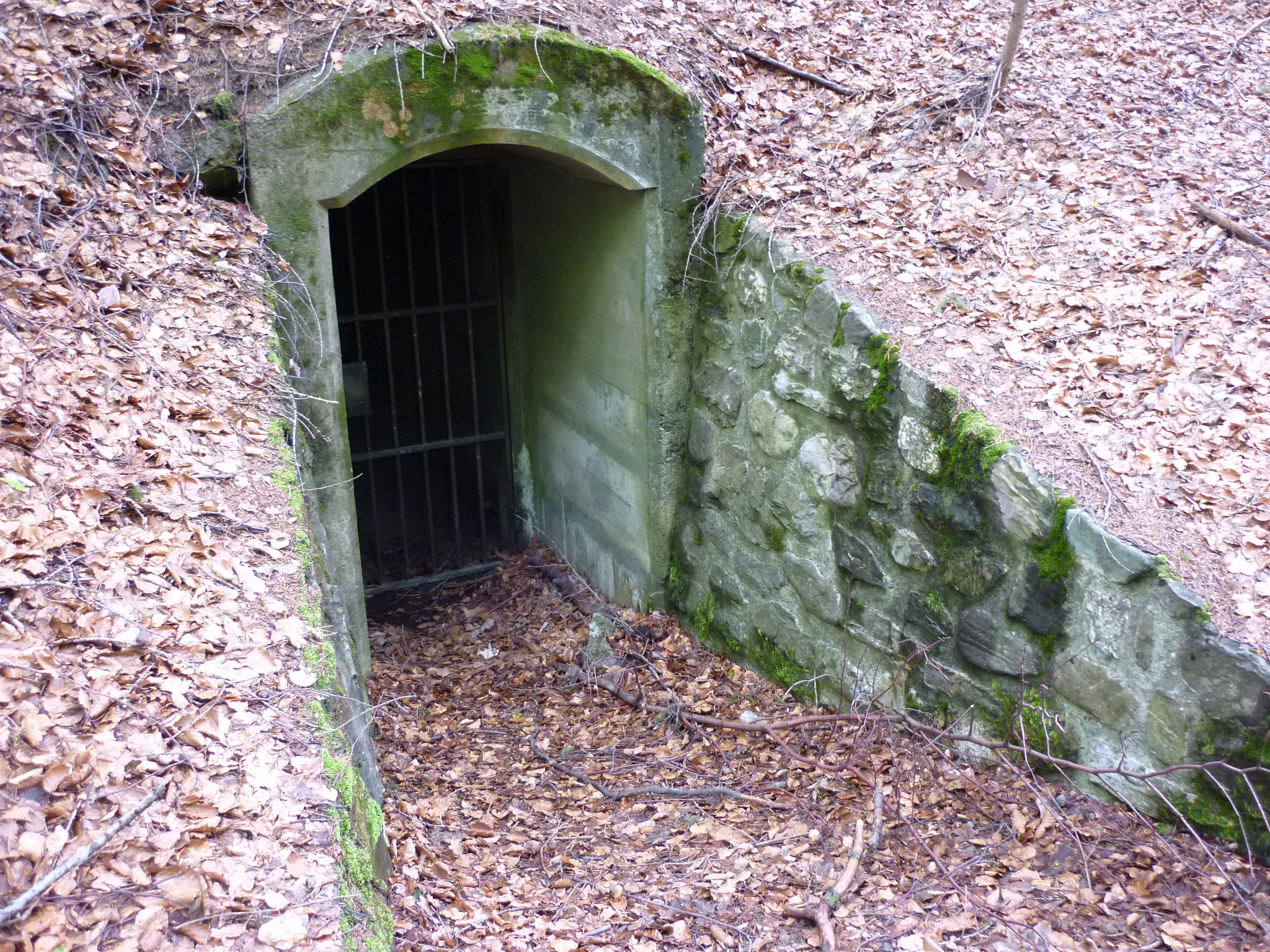
Unterstand Fadärastein
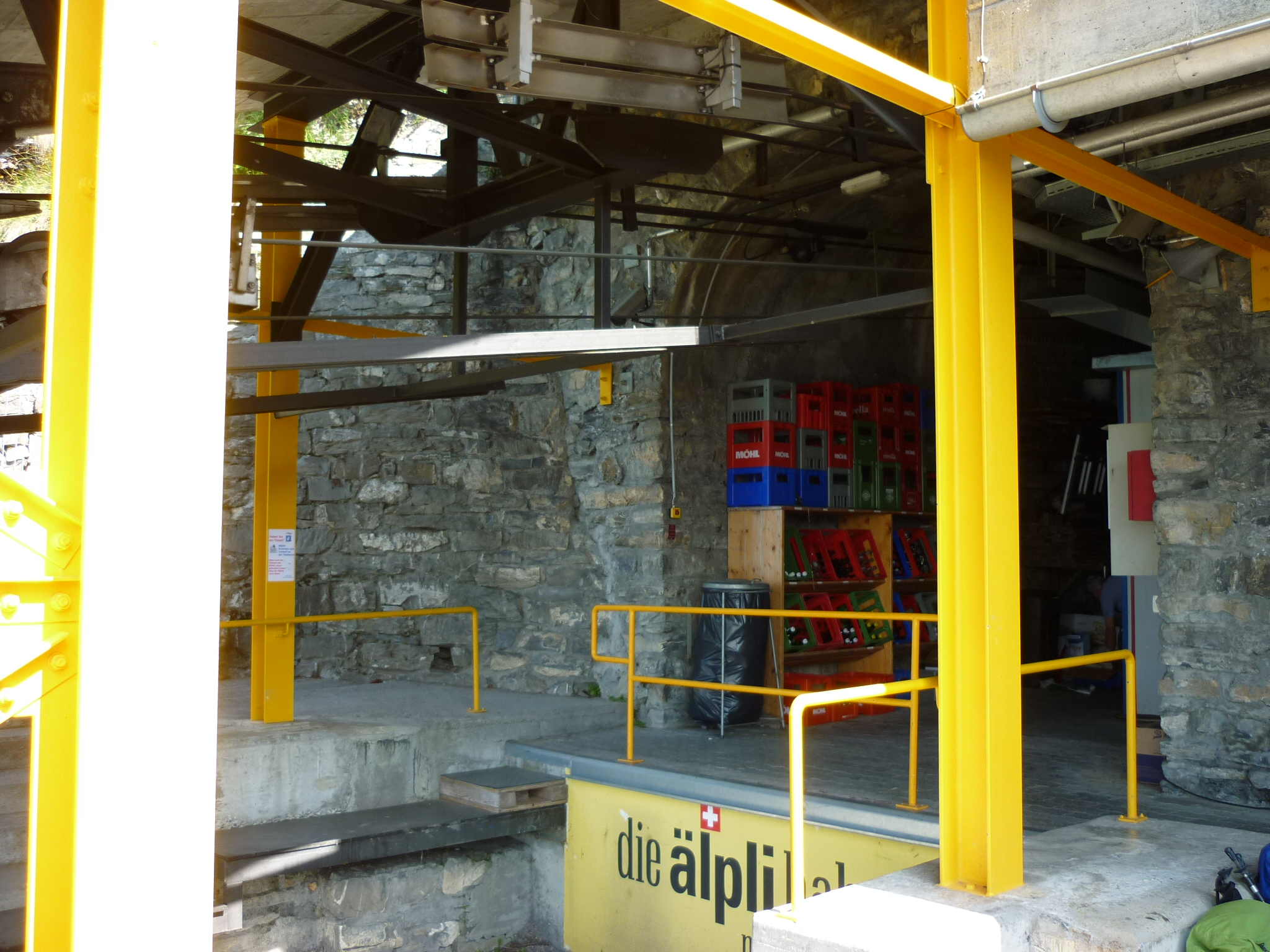
Bergstation «Älplibahn», ehemalige Militärseilbahn MSB105
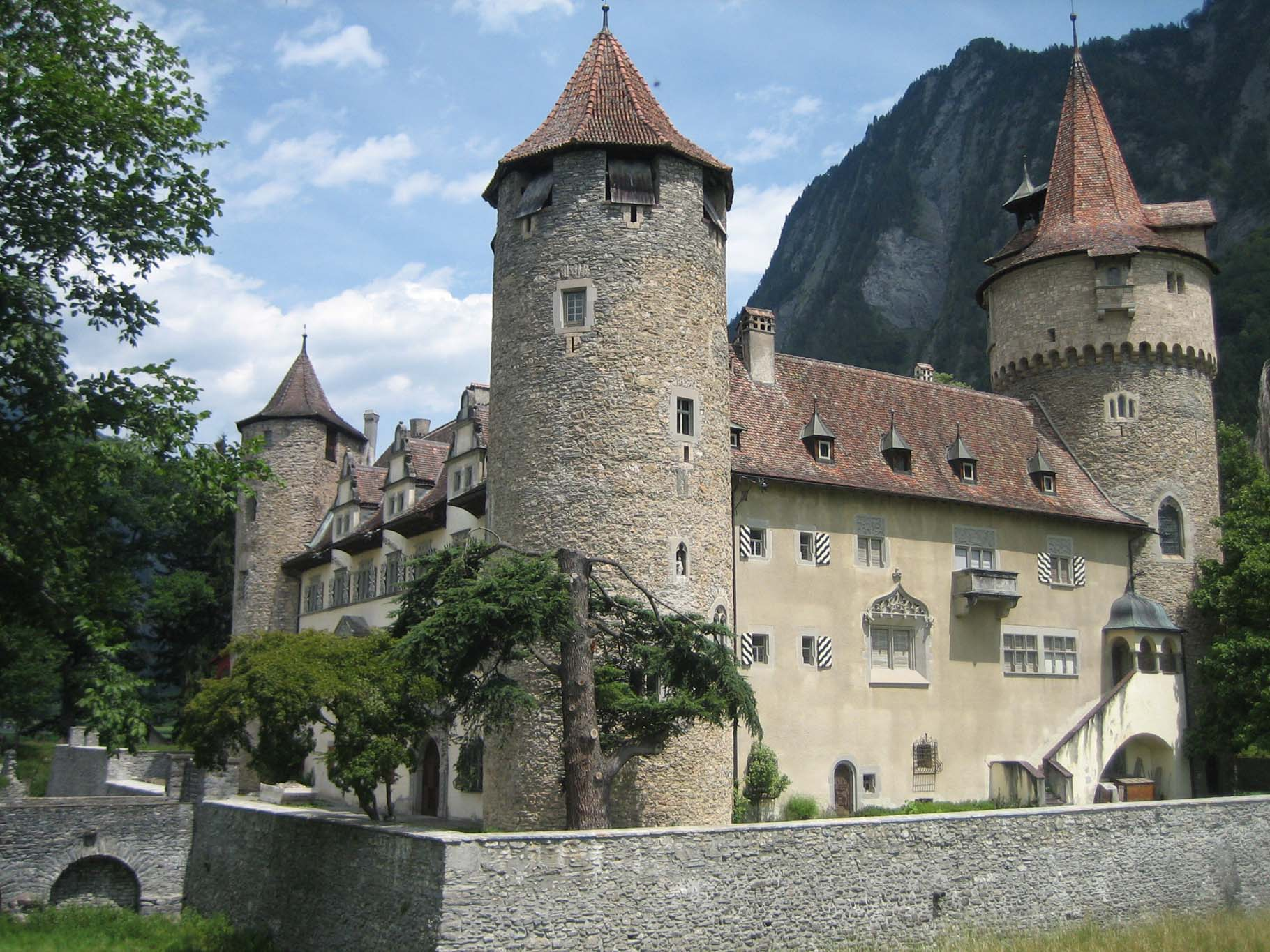
Kommando Sargans Südfront, Schloss Marschlins

### Sprengobjekt Salginatobelbrücke

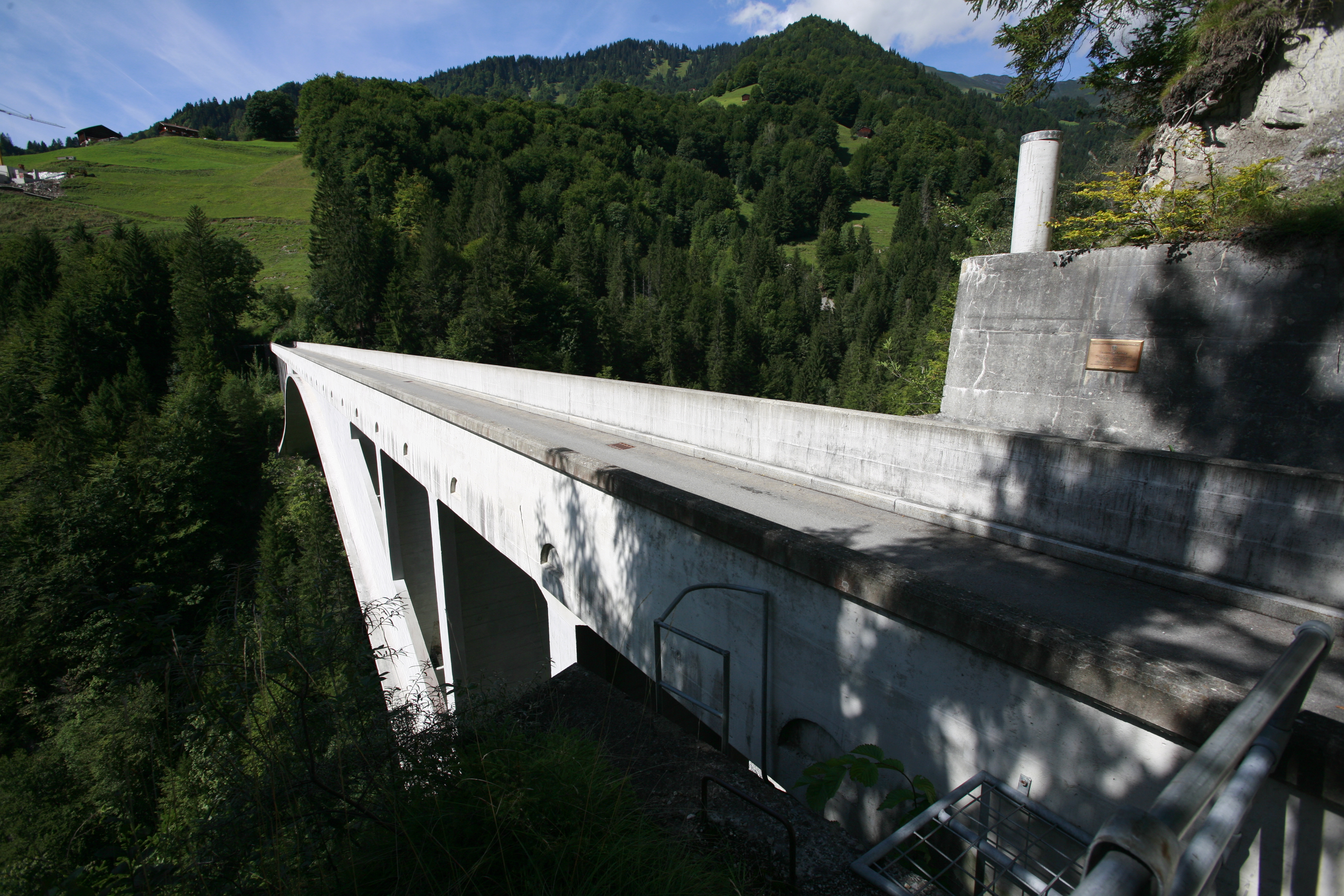
Salginatobelbrücke: Leiter zum Sprengobjekt (rechts)

Die 1930 erstellte Salginatobelbrücke, die Schiers mit Schuders verbindet, befindet sich in 7 km Entfernung (Luftlinie) von der österreichischen Grenze. Sie wurde mit dem Felswerk A 6287 (Girenspitz) oberhalb Schuders geschützt, das mit einer Transportseilbahn erschlossen war. Für das Sprengobjekt an der Brücke war das Zerstörungsdetachement 23 mit 15 Mann (Mai 1940 bis Mai 1945) des Festungskommandos Sargans zuständig. Die Brücke sollte während des Ungarnaufstandes 1956 das letzte Mal geladen werden. Sie wurde 1973 als Sprengobjekt aus der Geheimhaltung entlassen und die Zündvorrichtungen entfernt.